# Lumina ce se stinge
Lumina ce se stinge (1977) (titlu original Dying of the Light) este primul roman al autorului George R. R. Martin. Titlul ales inițial de Martin a fost After the Festival, dar acesta a fost schimbat înaintea primei apariții cartonate. Romanul a fost nominalizat atât la premiul Hugo pentru "Cel mai bun roman" în 1978, cât și la premiul British Fantasy în 1979.

## Titlul
Titlul pare a fi desprins din poezia despre moarte a lui Dylan Thomas "Do Not Go Gentle into That Good Night", în care apar versurile:
„Nu pleca domol în acea noapte bună.

Furie, furie pe lumina ce se stinge.”
Cartea menționează o rasă numită githyanki, numele fiind folosit ulterior pentru a desemna o rasă complet diferită din jocul Dungeons & Dragons.
Romanul a fost publicat în foileton sub titlul After the Festival în numerele aprilie-iulie 1977 din Analog Science Fact/Science Fiction. Titlul face referire la festivalul celor 14 lumi care precede acțiunea cărții.

## Intriga
Acțiunea cărții se petrece pe lumea muribundă Worlorn, o planetă care rătăcește prin univers și care, pentru o scurtă perioadă de timp, a ajuns în apropierea unui sistem cu șase stele. Căldura acestora aduce planeta la viață pentru câțiva zeci de ani înainte ca ea să se răcească din nou pe măsură ce se îndepărtează. În perioada de înflorire, societățile din 14 sisteme planetare din apropiere o terraformează și țin un festival în care își celebrează propriile culturi.
Pe această lume este chemat Dirk t'Larien de către fosta sa iubită, Gwen Delvano. Ajuns pe Worlorn, Dirk o găsește pe femeie prinsă în încurcata cultură kavalară, rigidă, războinică și plină de convenții. Gwen eate măritată cu Jaan Vikary, patrician al castei Ironjade care încearcă să schimbe obiceiurile vechi și să îndrepte societatea kavalară spre o direcție progresistă, dar acest mariaj o aduce într-o postură similară unei sclave. Ea trebuie să-l accepte alături și pe Garse Janacek, teyn-ul lui Jaan, a cărui relație cu soțul ei este una de prietenie și loialitate până la moarte.
Gwen este implicată într-o activitate ecologică pe muribunda lume Worlorn, fiind ajutată de Arkin Ruark, un kimdissian care detestă practicile violente ale kavalarilor. Ruark îl inițiază pe Dirk în tainele încâlcitului cod kavalar și-l lămurește că Gwen l-a chemat acolo pentru a ajuta să iasă din relația cu Jaan. Lucrurile nu sunt atât de simple, iar Dirk se trezește că se încurcă în cultura kavalară, făcându-și-i dușmani nu doar pe Jaan și Garse, ci și pe ceilalți kavalari de pe Worlorn. Dintre aceștia, cei mai periculoși se dovedesc a fi cei din casta Braith, care vor să reînvie obiceiurile străvechi conform cărora orice non-kavalar este declarat om-copie, demon care trebuie vânat și ucis. În fapt, acesta este și motivul pentru care au venit pe Worlorn: vânează toți oamenii care au mai rămas în așezările construite aici în timpul Festivalului, în timp ce Jaan și Garse încearcă să le acorde acestora protecția castei Ironjade, salvându-i de la moarte.
Provocat la duel de un membru al clanului Braith, Dirk decide să acționeze. Fuge împreună cu Gwen și se ascunde în orașul Provocare, dar este repede descoperit de urmăritorii săi. Aceștia profită de ocazie pentru a măcelării ultimii rezidenți din provocare, ceea ce-l determină pe Dirk să cearcă ajutorul celui a cărui încredere o trădase: Jaan. Întâlnirea cu patricianul Ironjade scoate la lumină faptul că Gwen, deși a fugit cu Dirk, îl iubește totuși pe Jaan. Între clanurile kavalare începe o luptă pe viață și pe moarte în conformitate cu code duello, codul respectat de această civilizație, care se transformă curând într-o luptă „fiecare contra fiecare”. Atât Garse, cât și o serie dintre membrii clanului Braith mor în conflict, iar Dirk este nevoit să înfrunte adevărul dureros: nu Gwen îl chemase pe Worlorn, ci Ruark, iremediabil îndrăgostit de femeie, dar incapabil să o smulgă din sânul acelei civilizații. 
În final, Dirk îi ajută pe Jaan și Gwen să fugă de pe Worlorn, în timp ce el decide să-și spele onoarea și să accepte duelul de care fugise.

## Lista personajelor
- Dirk t'Larien - bărbat care devine dezamăgit de viață după despărțirea de Gwen Delvano; ajuns pe Worlorn încearcă să-și recâștige fosta iubită și găsește un nou cod după care să se ghideze în viață
- Gwen Delvano - fosta iubită a lui Dirk, actualmente betheyna1 lui Jaan Vikary, ecolog care studiază lumea muribundă de pe Worlorn; încearcă să se adapteze rigorilor societății kavalare, ajutându-și în același timp soțul să o reformeze
- Jaantony Rif Wolf patrician Ironjade - kavalar din casta Ironjade care a studiat istoria adevărată a acestei civilizații și vrea să reformeze obiceiurile vechi, rigide; vine pe Worlorn pentru a proteja non-kavalarii în fața vânătorilor din casta Braith
- Garse Janacek Ironjade - teyn2-ul lui Jaan, mai atras de tradițiile kavalare, dar dispus să lupte pentru ca ele să devină mai flexibile
- Arkin Ruark - kimdissian, ecolog pe Worlorn și coleg cu Gwen, detestă violența din cultura kavalară
- Bretan Braith Lantry - kavalar din casta Braith, mutilat oribil de un accident, care îl provoacă pe Dirk la duel
- Chell Nim Coldwind fre-Braith Daveson - kavalar bătrân din casta Braith, teyn-ul lui Bretan
- Pyr Braith Oryan - kavalar din casta Braith, primul care-l găsește pe Dirk după fuga sa împreună cu Gwen

1Statut similar soției, dar care indică un drept de proprietate al soțului, care poate dispune de ea după bunul plac.
2Un fel de frate de cruce, dar cu care relația este similară celei dintre un soț și o soție (excluzând partea amoroasă).

## Opinii critice
Romanul de debut al lui Martin a fost nominalizat la premiul Hugo în 1978 și, un an mai târziu, la premiul British Fantasy. Printre aprecierile de care s-a bucurat se numără și cea a lui Michael Chabon, care declară că romanul i-a „spulberat iluziile despre ce este și ce poate face ficțiunea, despre puterea imaginației”.
Publishers Weekly apreciază că, deși „este cartea unui tânăr scriitor, plină de prevestiri și aiureli [...] peisajul grandios și sumbru de pe Worlorn reprezintă un fundal evocator pentru personajele obsedate de iubire, datorie și moarte”. Infinity Plus remarcă faptul că „Martin ne arată modul în care cultura poate fi atât o închisoare, cât și o sursă de putere, cum punctul de vedere al fiecărei persoane o face oarbă la punctele de vedere ale altora, cum eroii și răufăcătorii își schimbă, uneori, locurile între ei”. 